# السلام الروماني

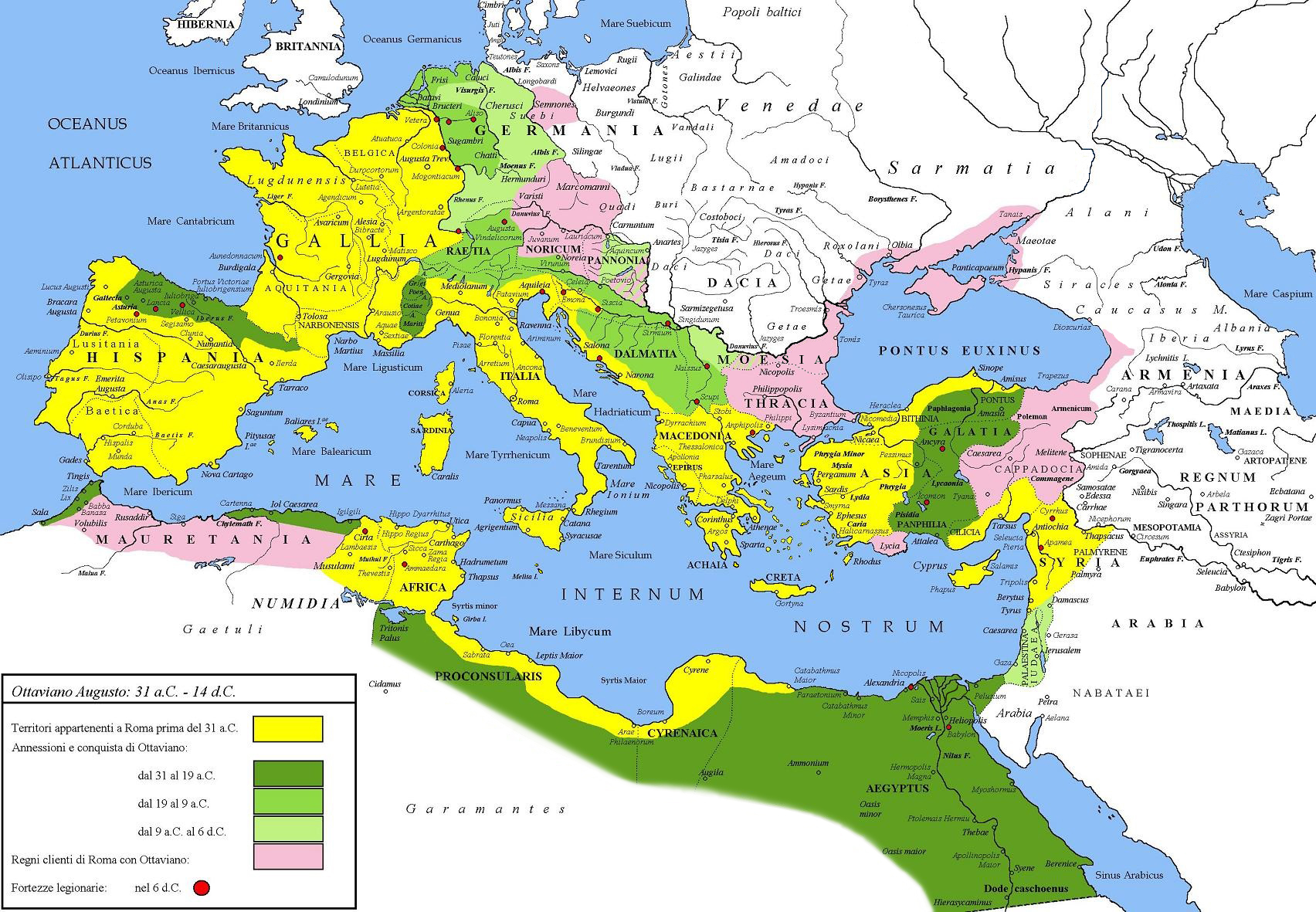
نطاق الإمبراطورية الرومانية تحت حكم أغسطس. يمثل الأصفر مدى الجمهورية في عام 31 ق.م، في حين يمثل الأخضر الأراضي التي تم غزوها تدريجياً في عهد أغسطس، وتمثل المناطق الوردية الدول العميلة.

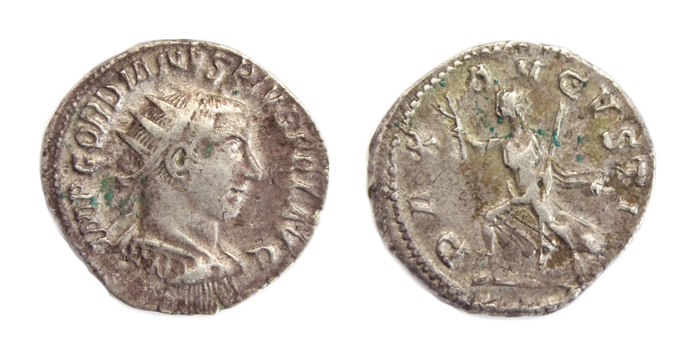
AR أنتونينياس of غورديان الثالث, struck أنطاكية 243-244 AD with Pax Augusta on the reverse

السلام الروماني وتعني (باللغة لاتينية «السلام الروماني» أو «الهيمنة الرومانية») وهي فترة طويلة من السلام والاستقرار النسبيين حدثت في الإمبراطورية الرومانية بين انضمام قيصر أغسطس، مؤسس الزعامة الرومانية، وموت ماركوس أوريليوس، آخر «الأباطرة الصالحين». منذ أن تم تطبيقه من قبل أغسطس مع نهاية الحرب الأخيرة للجمهورية الرومانية (Final War of the Roman Republic)، يطلق عليه أحيانا باكس أوغوستا. خلال هذه الفترة من حوالي 206 سنوات (27 ق.م إلى 180 م)، حققت الإمبراطورية الرومانية أكبر نطاق إقليمي، ووصل عدد سكانها إلى حد أقصى يصل إلى حوالي 70 مليون شخص - ثلث سكان العالم. وفقا لكاسيوس ديو، فإن عهد الديكتاتورية لـ"كومودوس"، الذي تلاه في وقت لاحق عام الأباطرة الخمسة () وأزمة القرن الثالث، كان يشير إلى انحدار «من مملكة الذهب إلى واحدة من الحديد والصدأ».

## روابط خارجية
- United Nations of Roma Victrix History: Pax Romana
- Pax Romana Discussion group